# 정보화마을
정보화마을 조성 사업은 2001년부터 대한민국 행정안전부에서 시행하는 농어촌지역 정보시스템 구축 사업이다. 농어촌지역의 마을에 초고속 인터넷 이용 환경을 조성하고, 전자상거래 등의 시스템을 구축하여 도농간의 정보 격차를 해소하고 지역 주민의 정보생활화를 유도함과 동시에 실질적인 수익 창출을 통해 지역 경제를 활성화하고 주민의 삶의 질을 개선하려는 목적으로 시행되고 있다.